# 서울 강서구 아파트 전처 살인 사건
서울 강서구 아파트 전처 살인 사건(-江西區-前妻殺人事件)은 2018년 10월 22일 오전 4시 45분경에 김종선(48세)이 서울특별시 강서구 등촌동의 한 아파트 지상주차장에서 전처(前妻, 47세)를 10여차례 흉기로 찔러 살인한 사건이다.

## 사건
김종선(48세, 1970년생)이 2018년 10월 22일 오전 4시 45분경 서울특별시 강서구 등촌동의 한 아파트 지상주차장에서 전(前) 부인이었던 이모(47세, 1971년생)를 10여차례 흉기로 찔러 살인한 뒤 도주하였다. 이날 오전 7시쯤 신고를 받고 구조대가 현장에 도착했지만 이모(47세)는 숨진 뒤였다.

## 배경
두 사람은 사건 발생 4년 전 이혼한 것으로 알려졌다. 김종선은 2015년 2월 전처에게 상해를 가한 혐의로 접근금지 조치를 받고도 전처 어머니의 집으로 찾아가 술병을 깨고 그 조각으로 허벅지를 자해하며 전처를 협박했다.
김종선은 2016년 1월 흥신소에 의뢰해 전처의 거처를 추적하던 중 서울의 한 중국집에서 전처를 발견하고 칼로 전처에게 위해를 가했다. 
김종선은 2018년 8월 16일 언니 집에 주차된 전처의 자동차에 위성위치확인시스템(GPS)을 부착해 전처 주거지를 알아냈고, 8차례에 걸쳐 현장을 사전 답사한 뒤 범행 당일 가발을 쓰고 접근했다.

## 수사
경찰은 인근 폐쇄회로(CC)TV 자료를 분석한 결과 전(前) 남편이었던 김종선(48세)을 유력한 용의자로 보고 추적했다. 경찰은 같은 날 오후 9시 40분쯤 서울특별시 동작구 보라매병원에서 김종선을 검거했다. 김종선은 체포 당시 수면제 2~3정과 함께 술을 섭취한 것으로 전했으며, 진술 과정에서 "이혼 과정에서 쌓인 감정 문제로 살해했다"며 범행을 시인하였다.
방범 카메라로 동선을 추적한 결과, 범행 직후 영상에서 김씨가 비틀거리는 모습이 포착됐다. 또 김종선은 사건 며칠 전부터 전처를 찾는다며 아파트 단지를 돌아다녔다는 주민 증언도 있다.
2018년 10월 25일 서울남부지방법원 영장전담 부장판사는 김종선에 대한 구속 전 피의자 심문(영장실질심사)을 열고 "증거인멸 및 도망할 염려가 있다"며 영장을 발부했다.
검찰이 김종선에 대해 무기징역을 구형했다.

## 반응
사건 피해자의 딸은 2018년 10월 23일 청와대 청원 게시판에 '강서구 아파트 살인 사건 피해자의 딸입니다 보관됨 2018-10-24 - 웨이백 머신'라는 글을 올렸다. 딸은 "어머니가 끔찍한 가정 폭력으로 이혼했고, 4년여 동안 아버지의 살해 협박으로 힘들었다. 여섯 번이나 숙소를 옮겼지만 (아버지가) 온갖 방법으로 찾아냈다. 엄마를 죽여도 6개월이면 나올 수 있다고 공공연히 말했으며 사랑하는 엄마를 13회 칼로 찔러 우리의 모든 것을 빼앗아 갔다. 아빠를 사회와 영원히 격리시켜달라"고 했다. 
김종선의 세 자매는 2018년 12월 20일 인터넷 커뮤니티에 "저는 살인자인 아빠 신상 공개합니다"라는 게시물을 올려 김종선의 실명과 얼굴 사진을 공개했다.

## 판결
2019년 1월 25일 서울남부지법 형사합의12부(부장판사 심형섭)는 김종선의 살인 등 혐의 선고공판에서 김씨에게 징역 30년을 선고하고 20년 동안 위치추적장치 부착을 명령했다.